# Abundancia natural

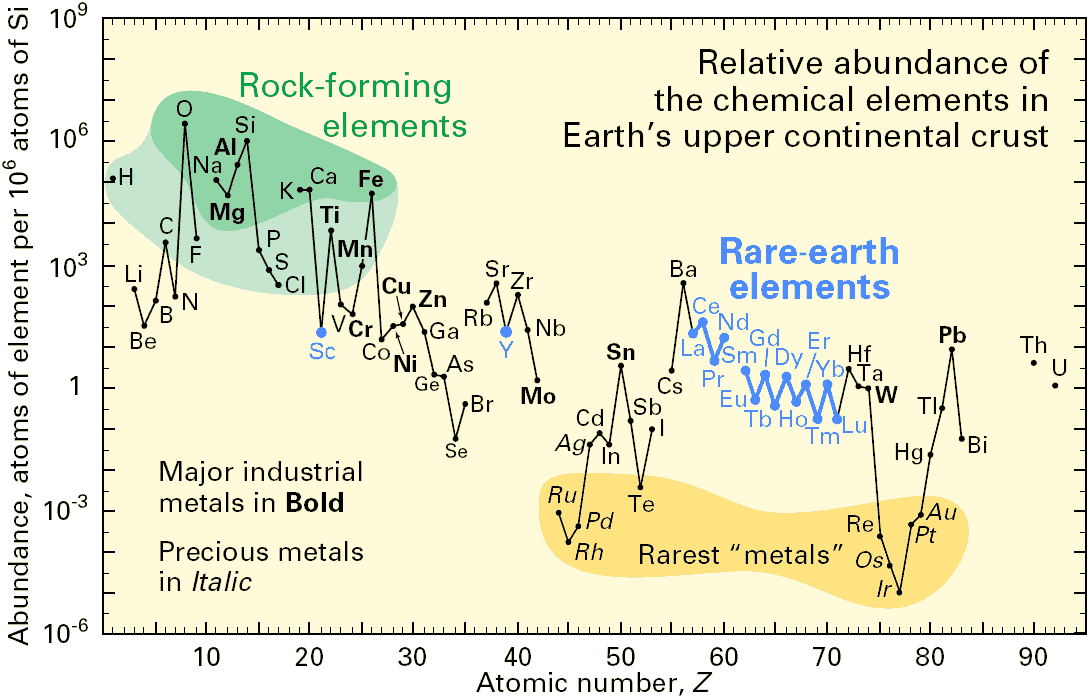

En física, la abundancia natural se refiere al grado de presencia de los isótopos de un elemento químico encontrados de forma natural en un planeta determinado. La masa atómica relativa (la media de la fracción molar ponderada por los porcentajes de abundancia) de estos isótopos es el peso atómico del elemento en la tabla periódica. La abundancia de un isótopo varía de un planeta a otro, e incluso de un lugar a otro en la Tierra, pero se mantiene relativamente constante en el tiempo (en una escala a corto plazo).
Por ejemplo, el uranio tiene tres isótopos naturales: 238U, 235U y 234U. Sus respectivas abundancias en la fracción molar natural están comprendidas en los intervalos porcentuales [99,2739-99,2752%], [0,7198-0,7202%] y [0,0050-0,0059%]. Si se analizasen 100.000 átomos de uranio, podría esperarse encontrar aproximadamente 99.274 átomos de 238U, aproximadamente 720 átomos de 235U, y muy pocos (muy probablemente 5 o 6) átomos de 234U. Esto se debe a que 238U es mucho más estable que 235U o que 234U, como la vida media de cada isótopo revela: 4.468 × 109 años para el 238U en comparación con 7.038 × 108 años para el 235U y 245.500 años para el 234U.
Justamente porque los diferentes isótopos de uranio tienen diferentes vidas medias, cuando la Tierra era más joven, la composición isotópica del uranio era diferente. A modo de ejemplo, hace 1,7 millones de años la abundancia natural del 235U era del 3,1%, en comparación con el actual 0,7%. Esta abundancia permitió la existencia de reactores de fisión nuclear naturales, algo imposible con la abundancia isotópica actual.
Sin embargo, la abundancia natural de un isótopo dado también se ve afectada por la probabilidad de su creación mediante nucleosíntesis (como en el caso del de los isótopos radioactivos del samario 147Sm y 148Sm, que son mucho más abundantes que el isótopo estable 144Sm) y por la producción de un isótopo dado por procesos de radiación natural (como en el caso de los isótopos de plomo radiogénicos).

## Las desviaciones de la abundancia natural
Actualmente se sabe del estudio del Sol y de meteoritos primitivos que el sistema solar era inicialmente casi homogéneo en su composición isotópica. Las desviaciones de la envolvente del promedio galáctico, analizando localmente la época en la que se inició la combustión nuclear del Sol, por lo general pueden ser explicadas por el fraccionamiento dependiente de la masa (ver el artículo sobre el fraccionamiento independiente de la masa) más un número limitado de desintegraciones nucleares y procesos de transmutación. Hay también evidencia de la infiltración de corta duración (ahora extinta) de isótopos procedentes de la explosión de una supernova cercana que pudiera haber desencadenado el colapso de una nebulosa solar. De ahí que las desviaciones de la abundancia natural en la tierra a menudo se miden en partes por mil (por mil o en ‰), porque son inferiores al uno por ciento (%).
La única excepción a esta regla la constituyen los gránulos presolares encontrados en meteoritos primitivos. Estos gránulos, confinados desde su formación, no han sufrido procesos de homogeneización, y a menudo llevan la firma nuclear de los procesos de nucleosíntesis específicos en los que sus elementos se formaron. En estos materiales, las desviaciones de la "abundancia natural" de los isótopos a veces se miden en un factor de 100.